# Eystanfyri Herðablaðið
De Eystanfyri Herðablaðið is een berg die ligt op het eiland Suðuroy, Faeröer. De berg heeft een hoogte van 605 meter en is daarmee het hoogste punt van het eiland.